# Mina del Príncipe Leopoldo
La mina del Príncipe Leopoldo (En francés: Mine Prince Léopold) también conocida como mina de Kipushi (En francés: mine de Kipushi) es una mina subterránea en la República Democrática del Congo, ubicada cerca de la ciudad de Kipushi en la provincia de Alto Katanga.

## Geología

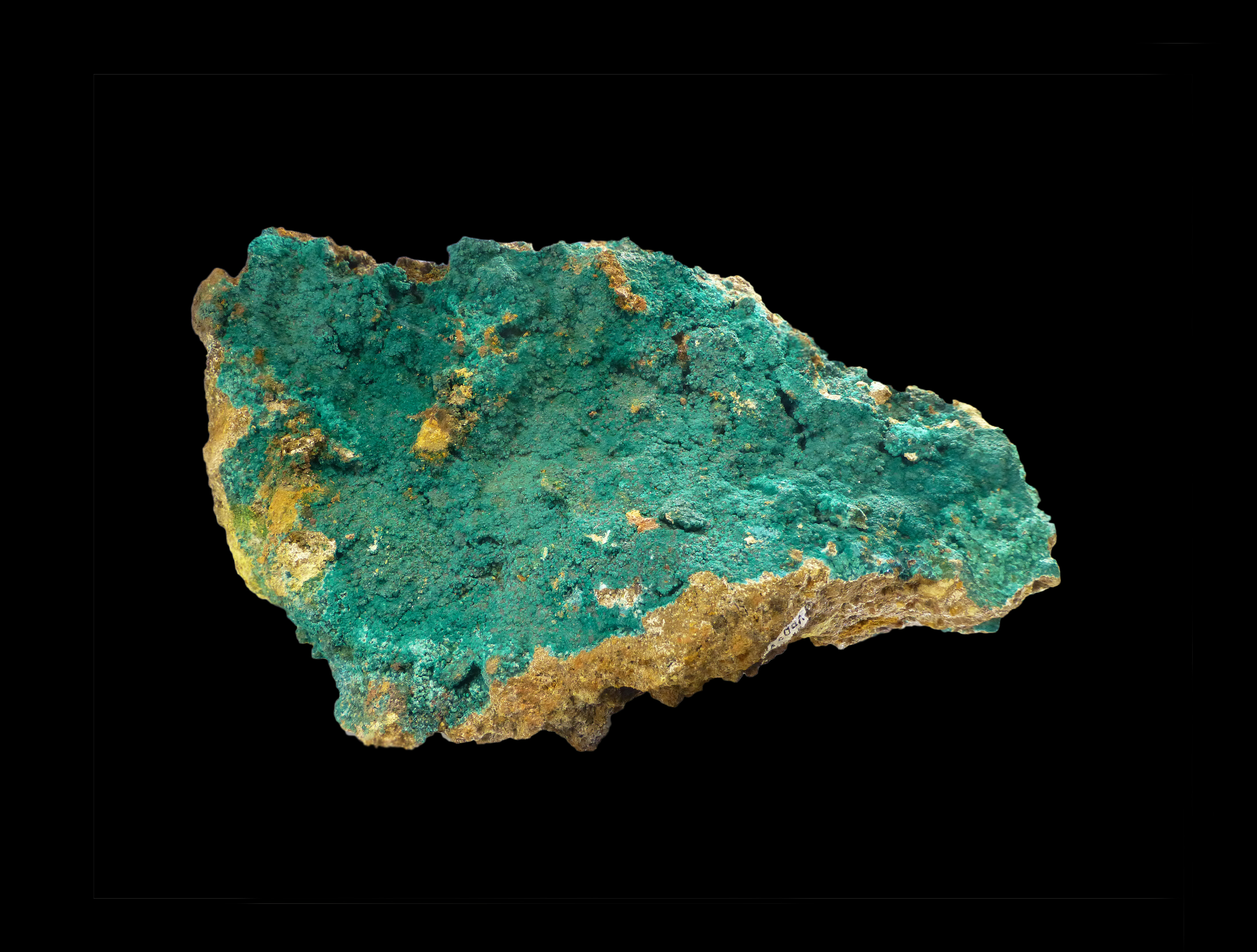
Muestra de mineral de Reichenbachite extraída de la mina del Príncipe Leopoldo

Debido a la geología única de la zona de Kipushi, el cobre producido en la mina es químicamente distinto del cobre procedente de las áreas circundantes del cinturón de cobre de Katanga, nombre con el que se le conoce a la zona cuprífera entre Congo y Zambia.

## Historia
Hay evidencia que en la prehistoria de Kipushi ya se practicaba la extracción del cobre. Una datación por radiocarbono mostró que restos de actividad minera en Kipushi databan del siglo IX. La producción aumentó significativamente en el siglo XIV.
Esta fue una mina activa en producción entre 1925 y 1993, al 2006 había un estimado de 16,9 millones de toneladas de mineral en las categorías medidas e indicadas, con una ley promedio de 16,7% de zinc y 2,2% de cobre.
En 1938, se produjeron 11.500 toneladas de concentrado de zinc al 52,5 % mediante concentración diferencial en la planta de la mina.
Desde 2011, la mina Kipushi ahora es propiedad mayoritaria de la empresa canadiense Ivanhoe Mines.
Se realizó un estudio de factibilidad en 2022, que encontró 11,78 millones de toneladas de zinc con una ley mineral de 35,34%. En septiembre de 2022, comenzó la construcción para reabrir la mina, y se prevé que la producción comience a fines de 2024.

## Minerales descubiertos
En la mina del Príncipe Leopoldo se descubrieron los minerales:
Renierita: llamado en honor al geólogo Armand Renier, descrito en 1948.
Briartita: llamado en honor al geólogo Gaston Briart, descrito en 1965.